# رومولوس باربولسکو
رومولوس باربولسکو (رومانیایی: Romulus Bărbulescu؛ ‏ ۲۷ اکتبر ۱۹۲۵ – ۹ فوریه ۲۰۱۰) نویسندهٔ داستان‌های کوتاه، رمان‌نویس، مترجم و بازیگر اهل رومانی بود.
از فیلم‌ها یا مجموعه‌های تلویزیونی که وی در آن‌ها نقش داشته‌است، می‌توان به بادبان‌های برافراشته، ولاد تسپش و نفرین زمین، نفرین عشق اشاره نمود.